# Team Bonitas
Das Team Bonitas ist ein südafrikanisches Radsportteam mit Sitz in Fairland, Johannesburg.
Die Mannschaft wurde 2011 gegründet und nimmt als Continental Team an den UCI Continental Circuits teil. Managerin ist Jackie Lange, die von den Sportlichen Leitern Barry Austin, Kandice Buys, Juan Manuel Campos und Malcolm Lange unterstützt wird.
Seit der Saison 2013 besitzt die Mannschaft keine Lizenz mehr als Continental Team.

## Saison 2012
Die UCI gab am 26. Januar 2012 bekannt, dass das Team als eines von drei afrikanischen Continental Teams aufgrund seiner Platzierung in einem fiktionalen Ranking zu Saisonbeginn Startrecht zu allen Rennen der ersten und zweiten UCI-Kategorie der UCI Africa Tour 2012 hat.

### Erfolge in der Africa Tour
| Datum   | Rennen                                                | Kat. | Fahrer       |
| ------- | ----------------------------------------------------- | ---- | ------------ |
| 2. März | Südafrikanische Meisterschaft – Mannschaftszeitfahren | CN   | Team Bonitas |

### Abgänge – Zugänge
| Zugänge               | Team 2011          | Abgänge           | Team 2012   |
| --------------------- | ------------------ | ----------------- | ----------- |
| Christoff van Heerden | MTN Qhubeka        | Jim Songezo       | MTN Qhubeka |
| Ian McLeod            | DCM                | Gabriel Combrinck | Unbekannt   |
| Herman Fouche         | Team Neotel (2009) |                   |             |
| Stefan Ihlenfeldt     | Neoprofi           |                   |             |
| Hendrik Kruger        | Neoprofi           |                   |             |

### Mannschaft
| Name                  | Geburtstag        | Nationalität | Team 2013           |
| --------------------- | ----------------- | ------------ | ------------------- |
| Jason Bakke           | 11. Dezember 1989 | Südafrika    | La Pomme Marseille  |
| Tyler Day             | 20. November 1989 | Südafrika    |                     |
| Herman Fouche         | 30. März 1987     | Südafrika    | Team Bonitas        |
| Christoff van Heerden | 13. Januar 1985   | Südafrika    | Team Bonitas        |
| Stefan Ihlenfeldt     | 9. Juli 1989      | Südafrika    |                     |
| Hanco Kachelhoffer    | 28. August 1985   | Südafrika    | Team Bonitas        |
| Luthando Kaka         | 6. Januar 1986    | Südafrika    | Team Bonitas        |
| Hendrik Kruger        | 30. Juli 1991     | Südafrika    | Martigues SC-Vivelo |
| Darren Lill           | 20. August 1982   | Südafrika    |                     |
| Neil MacDonald        | 28. Februar 1977  | Südafrika    |                     |
| Ian McLeod            | 3. Oktober 1980   | Südafrika    |                     |
| Johann Rabie          | 8. März 1987      | Südafrika    |                     |
| Waylon Woolcock       | 8. Juli 1982      | Südafrika    | Team Bonitas        |

## Platzierungen in UCI-Ranglisten
UCI Africa Tour
| Saison | Mannschaftswertung | Fahrerwertung      |
| ------ | ------------------ | ------------------ |
| 2011   | 3.                 | Johann Rabie (9.)  |
| 2012   | 13.                | Johann Rabie (61.) |

UCI Asia Tour
| Saison | Mannschaftswertung | Fahrerwertung   |
| ------ | ------------------ | --------------- |
| 2011   | 33.                | Tyler Day (75.) |
| 2012   | -                  | -               |

UCI Europe Tour
| Saison | Mannschaftswertung | Fahrerwertung       |
| ------ | ------------------ | ------------------- |
| 2012   | 120.               | Darren Lill (1067.) |